# توم كولين (لاعب كريكت أسترالي)
توم كولين (4 يناير 1992 في أستراليا - ) (بالإنجليزية: Tom Cullen)‏ هو لاعب كريكت أسترالي. لعب مع نادي مقاطعة غلاموركن للكريكت ‏ وCardiff MCC University ‏.

## وصلات خارجية
- توم كولين (لاعب كريكت أسترالي) على موقع إي آس بي آن كريك إنفو (الإنجليزية)